# Віїшоара-Мошнень
Віїшоара-Мошнень, Віїшоара-Мошнені (рум. Viișoara-Moșneni) — село у повіті Долж в Румунії. Входить до складу комуни Теслуй.
Село розташоване на відстані 157 км на захід від Бухареста, 28 км на схід від Крайови.

## Населення
За даними перепису населення 2002 року у селі проживали 319 осіб, усі — румуни. Усі жителі села рідною мовою назвали румунську.